# Heracla
Heracla war ein römischer Maler, der in der 1. Hälfte des 1. Jahrhunderts tätig war.
Er ist durch zwei in Rom gefundene Inschriften bekannt, in denen er als Maler („pictor“)  und Freigelassener bezeichnet wird und die 1726 im Columbarium der Livia gefunden wurden, in dem vor allem Sklaven und Freigelassene der Livia bestattet waren. 
Aus einer der Inschriften geht hervor, dass es sich bei Heracla um den Freigelassenen einer Augusta handelt. Die Inschrift lautet:
Heracla
Augustae l(ibertus)
pictor
Die zweite Inschrift ist nur fragmentarisch erhalten:
Her[acla]
pict[or]
Synoi